# Ригастрой
Ригастрой — рижский строительный трест Министерства строительства Латвийской ССР; одна из наиболее значимых организаций, осуществлявших строительство в Риге — столице Латвийской ССР.

## История
Основан в 1957 году, тогда получил первоначальное название Рижский жилищно-строительный трест (Ригажилстрой). После разделения этого треста на две равноправные организации — Рижский строительный трест и Рижский строительный трест крупнопанельного домостроения в 1968 году, поменял своё название на Ригастрой.
В основном Ригастрой вёл строительство по индивидуальным проектам. Что касается типовых проектов, то чаще всего Ригастрой курировал строительство типовых школ, поликлиник и детских садов. До 1987 года Ригастрой сдал в эксплуатацию 47 школ, 103 детских садов, 7 поликлиник и Рижский родильный дом по улице Миера, который получил премию Совета Министров СССР в 1980 году.

Дом политпросвещения

Из других важных работ Ригастроя можно отметить:
- Гостиницу «Рига», построенную в 1948—1954 годы по проекту Сергея Николаевича Антонова и Юрия Павловича Архипова на месте разрушенной в военное время гостиницы «Рим».
- Дом политического просвещения ЦК Коммунистической партии Латвии, строительство было завершено в 1982 году по проектам архитекторов Юриса Гертманиса и Валерия Павловича Кадиркова.
- Театр «Дайлес», одно из наиболее примечательных зданий в стиле функционализма в Риге, построено к 1976 году группой архитекторов (М. Станя, Х. Кандерс, И. Якобсонс).

Гостиница Ридзене

- Здание гостиницы «Ридзене» (ул. Реймерса), которая в советское время являлась гостиницей Управления делами Совета Министров ЛССР. Его строительство было закончено в 1984 году, авторами являются Юрис Гертманис, Валерий Кадирков и Зане Калинка.
- Дом мебели, торговый комплекс, расположенный в центре рижского микрорайона Пурвциемс, на ул. Дзелзавас. Здание было построено к 1980 году, его авторами являются латвийские советские архитекторы — супруги Раймия Артуровна и Сергей Петрович Любовичи.
- Универсальный больничный комплекс «Гайльэзерс», отличавшийся полифункциональностью и современностью, был построен в 1973—1979 годы на средства, собранные в ходе коммунистических субботников.
- Гостиница «Латвия», первое высотное здание в Риге, ставшее долгостроем (строительство продолжалось с конца 1960-х годов по 1976 год, сдано в эксплуатацию в 1979 году). Работами по созданию передовой гостиницы руководил архитектор Артур Артурович Рейнфелдс, инженер Александр Моисеевич Комраз.
- Гостиница «Даугава», находится на левобережье одноимённой реки, напротив Старого города (ул. Кугю); действует с 1972 года.
- «Доле», универсальный магазин по улице Маскавас (Московской), строительство универсама по проекту Сергея Петровича Любовича и Лилианы Альфредовны Гинтере было завершено в 1982 году.
- Здание Госагропрома, вторая высотка на правом берегу Даугавы, которая строилась с 1968 года и была завершена в 1978 году[1]. Площадь здания составляет 22800 м², в нём 26 этажей[2].

Также Ригастрой принимал активное участие в строительстве многих других важных городских объектов. Общий объём строительно-монтажных работ в 1987 году составил 27 миллионов рублей. В ведении треста находилось Рижское среднее профессионально-техническое училище № 15, готовившее квалифицированные кадры строителей. В коллективе Ригастроя с 1959 по 1977 год работал Герой Социалистического Труда Язеп Станиславович Стрельч.
После восстановления независимой республики Латвия трест Ригастрой прекратил своё существование.